# 회복술사의 재시작
회복술사의 재시작(回復術士のやり直し)는 츠키요 루이가 원작한 일본의 라이트 노벨 소설 작품이다. 2013년 6월부터 카도카와 스니커 문고(KADOKAWA)에서 간행했다.
2021년 애니화가 되었다. 서비스신의 19금 수위로 화제가 되었다.

## 줄거리
주인공인 케얄은 치유의 용사였지만, 왕국에 의해 약물에 중독된 그는 그저 힐을 사용할 수 있는 가축 수준으로 부려먹히거나 용사 파티원들에게 학대당하고 있었다.
하지만 어느 날 약물 내성이 생긴 케얄은 제정신을 차리는 데에 성공하고, 그 이후엔 약물 중독자인 척을 하면서도 복수의 칼날을 갈며 때를 기다렸다.
그러다 마왕과 싸우던 용사 일행이 위기에 몰리자 케얄은 약물 중독자 행세를 그만두고 마왕을 쓰러뜨린 다음 마왕의 심장인 '현자의 돌'을 강탈하며, 그 힘으로 세계를 4년 전의 과거로 되돌려 자신을 괴롭혔던 사람들에게 복수를 시작한다.